# Llista d'ocells de Luxemburg
Aquesta llista d'ocells de Luxemburg inclou totes les espècies d'ocells trobats a Luxemburg: 301, de les quals 4 es troben globalment amenaçades d'extinció i 5 hi foren introduïdes.
Els ocells s'ordenen per famílies i espècies:

## Gaviidae
- Gavia stellata
- Gavia arctica
- Gavia immer

## Podicipedidae
- Tachybaptus ruficollis
- Podiceps cristatus
- Podiceps grisegena
- Podiceps auritus
- Podiceps nigricollis

## Hydrobatidae
- Oceanodroma leucorhoa

## Sulidae
- Morus bassanus

## Phalacrocoracidae
- Phalacrocorax carbo

## Ardeidae
- Botaurus stellaris
- Ixobrychus minutus
- Nycticorax nycticorax
- Ardeola ralloides
- Egretta garzetta
- Casmerodius albus
- Ardea cinerea
- Ardea purpurea

## Ciconiidae
- Ciconia nigra
- Ciconia ciconia

## Threskiornithidae
- Platalea leucorodia
- Plegadis falcinellus

## Anatidae
- Cygnus olor
- Cygnus columbianus
- Cygnus cygnus
- Anser fabalis
- Anser brachyrhynchus
- Anser albifrons
- Anser anser
- Branta canadensis
- Branta bernicla
- Branta leucopsis
- Tadorna tadorna
- Alopochen aegyptiaca
- Anas penelope
- Anas strepera
- Anas crecca
- Anas platyrhynchos
- Anas acuta
- Anas querquedula
- Anas clypeata
- Netta rufina
- Aythya ferina
- Aythya nyroca
- Aythya fuligula
- Aythya marila
- Somateria mollissima
- Clangula hyemalis
- Melanitta nigra
- Melanitta fusca
- Bucephala clangula
- Mergellus albellus
- Mergus serrator
- Mergus merganser

## Accipitridae
- Pernis apivoris
- Milvus migrans
- Milvus milvus
- Haliaeetus albicilla
- Circaetus gallicus
- Circus aeruginosus
- Circus cyaneus
- Circus macrourus
- Circus pygargus
- Accipiter gentilis
- Accipiter nisus
- Buteo buteo
- Buteo lagopus
- Aquila clanga
- Hieraaetus pennatus

## Pandionidae
- Pandion haliaetus

## Falconidae
- Falco tinnunculus
- Falco vespertinus
- Falco columbarius
- Falco subbuteo
- Falco peregrinus

## Tetraonidae
- Bonasa bonasia
- Tetrao tetrix

## Phasianidae
- Alectoris rufa
- Perdix perdix
- Coturnix coturnix
- Phasianus colchicus

## Rallidae
- Rallus aquaticus
- Porzana porzana
- Porzana parva
- Crex crex
- Gallinula chloropus
- Fulica atra

## Gruidae
- Grus grus

## Otididae
- Otis tarda

## Haematopodidae
- Haematopus ostralegus

## Recurvirostridae
- Recurvirostra avosetta

## Burhinidae
- Burhinus oedicnemus

## Charadriidae
- Charadrius dubius
- Charadrius hiaticula
- Charadrius alexendrinus
- Charadrius morinellus
- Pluvialis apricaria
- Pluvialis squatarola
- Vanellus vanellus

## Scolopacidae
- Calidris canutus
- Calidris alba
- Calidris minuta
- Calidris temminckii
- Calidris ferruginea
- Calidris alpina
- Philomachus pugnax
- Lymnocryptes minimus
- Gallinago gallinago
- Gallinago media
- Scolopax rusticola
- Limosa limosa
- Limosa lapponica
- Numenius phaeopus
- Numenius arquata
- Tringa erythropus
- Tringa totanus
- Tringa stagnatilis
- Tringa nebularia
- Tringa ochropus
- Tringa glareola
- Actitis hypoleucos
- Arenaria interpes
- Phalaropus lobatus
- Phalaropus fulicarius

## Stercorariidae
- Stercorarius pomarinus
- Stercorarius longicaudus
- Stercorarius skua

## Laridae
- Larus melanocephalus
- Larus minutus
- Larus ridibundus
- Larus canus
- Larus fuscus
- Larus argentatus
- Larus michahellis
- Larus cachinnans
- Larus marinus
- Rissa tridactyla

## Sternidae
- Sterna nilotica
- Sterna caspia
- Sterna sandvicensis
- Sterna hirundo
- Sterna albifrons
- Chlidonias hybridus
- Chlidonias niger
- Chlidonias leucopterus

## Columbidae
- Columba livia
- Columba oenas
- Columba palumbus
- Streptopelia decaocto
- Streptopelia turtur

## Cuculidae
- Cuculus canorus

## Tytonidae
- Tyto alba

## Strigidae
- Otus scops
- Bubo bubo
- Bubo scandiacus
- Surnia ulula
- Athene noctua
- Strix aluco
- Asio otus
- Asio flammeus
- Aegolius funereus

## Caprimulgidae
- Caprimulgus europaeus

## Apodidae
- Apus apus

## Alcedinidae
- Alcedo atthis

## Meropidae
- Merops apiaster

## Coraciidae
- Coracias garrulus

## Upupidae
- Upupa epops

## Picidae
- Jynx torquilla
- Picus canus
- Picus viridis
- Dryocopus martius
- Dendrocopos major
- Dendrocopos medius
- Dendrocopos minor

## Alaudidae
- Melanocoripha calandra
- Galerida cristata
- Lullula arborea
- Alauda arvensis
- Eremophila alpestris

## Hirundinidae
- Riparia riparia
- Hirundo rustica
- Hirundo daurica
- Delichon urbica

## Motacillidae
- Anthus richardi
- Anthus campestris
- Anthus trivialis
- Anthus pratensis
- Anthus cervinus
- Anthus spinoletta
- Motacilla flava
- Motacilla cinerea
- Motacilla alba

## Bombycillidae
- Bombycilla garrulus

## Cinclidae
- Cinclus cinclus

## Troglodytidae
- Troglodytes troglodytes

## Prunellidae
- Prunella modularis
- Prunella collaris

## Turdidae
- Erithacus rubecula
- Luscinia megarhynchos
- Luscinia svevica
- Phoenicurus ochruros
- Phoenicurus phoenicurus
- Saxicola rubetra
- Saxicola torquata
- Oenanthe oenanthe
- Monticola saxatilis
- Turdus torquatus
- Turdus merula
- Turdus pilaris
- Turdus philomelos
- Turdus iliacus
- Turdus viscivorus

## Sylviidae
- Locustella naevia
- Locustella luscinoides
- Acrocephalus paludicola
- Acrocephalus schoenobaenus
- Acrocephalus dumetorum
- Acrocephalus palustris
- Acrocephalus scirpaceus
- Acrocephalus arundinaceus
- Hippolais icterina
- Hippolais polyglotta
- Sylvia hortensis
- Sylvia nisoria
- Sylvia curruca
- Sylvia communis
- Sylvia borin
- Sylvia atricapilla
- Phylloscopus proregulus
- Phylloscopus inornatus
- Phylloscopus sibilatrix
- Phylloscopus collybita
- Phylloscopus trochilus
- Regulus regulus
- Regulus ignicapillus

## Muscicapidae
- Muscicapa striata
- Ficedula parva
- Ficedula albicollis
- Ficedula hypoleuca

## Paradoxornithidae
- Panurus biarmicus

## Aegithalidae
- Aegithalos caudatus

## Paridae
- Parus palustris
- Parus montanus
- Parus cristatus
- Parus ater
- Parus caeruleus
- Parus major

## Sittidae
- Sitta europaea

## Tichodromidae
- Tichodroma muraria

## Certhiidae
- Certhia familiaris
- Certhia brachydactyla

## Remizidae
- Remiz pendulinus

## Oriolidae
- Oriolus oriolus

## Laniidae
- Lanius collurio
- Lanius minor
- Lanius excubitor
- Lanius senator

## Corvidae
- Garrulus glandarius
- Pica pica
- Nucifraga caryocatactes
- Corvus monedula
- Corvus frugilegus
- Corvus corone
- Corvus cornix
- Corvus corax

## Sturnidae
- Sturnus vulgaris

## Passeridae
- Passer domesticus
- Passer montanus
- Montifringilla nivalis

## Fringillidae
- Fringilla coelebs
- Fringilla montifringilla
- Serinus serinus
- Carduelis chloris
- Carduelis carduelis
- Carduelis spinus
- Carduelis cannabina
- Carduelis flammea
- Loxia curvirostra
- Carpodacus erythrinus
- Pyrrhula pyrrhula
- Coccothraustes coccothraustes

## Emberizidae
- Plectrophenax nivalis
- Emberiza citrinella
- Emberiza cirlus
- Emberiza cia
- Emberiza hortulana
- Emberiza schoeniclus
- Emberiza calandra[1]